# Freydoon Shahidi
Freydoon Shahidi (* 19. Juni 1947 in Teheran) ist ein iranisch-US-amerikanischer Mathematiker, der sich mit dem Darstellungstheorie und automorphen Formen (Langlands-Programm) befasst. Er ist Professor an der Purdue University.

## Leben und Werk
Shahidi studierte an der Universität Teheran mit dem Bachelor-Abschluss 1969 und wurde 1975 an der Johns Hopkins University bei Joseph Shalika promoviert (On Gauss Sums Attached to the Pairs and the Exterior Powers of the Representations of the General Linear Groups over Finite and Local Fields). Als Post-Doktorand war er 1975/76 am Institute for Advanced Study (ebenso 1983/84 und 1990/91) und 1976/77 Visiting Assistant Professor an der Indiana University in Bloomington. 1977 wurde er Assistant Professor, 1982 Associate Professor und 1986 Professor an der Purdue University. Seit 2001 ist er dort Distinguished Professor.
1981/82 war er Gastprofessor an der University of Toronto, 1990 an der Universität Paris VII, 1993 und 1997 als Fellow der Japan Society for the Promotion of Science an der Universität Kyōto, an der Katholischen Universität Eichstätt (1993, 1995) und der École normale supérieure (1995).
Eine Methode zur Konstruktion automorpher L-Funktionen ist nach ihm und Robert Langlands benannt (Langlands-Shahidi-Methode). Shahidi entwickelte sie kurz nach seiner Dissertation, um mehrere offene Probleme von Langlands zu lösen, insbesondere versuchte er damit über die Untersuchung von Fourierkoeffizienten von Eisensteinreihen und ihrer lokalen Analoga Fälle von Funktorialität nach Langlands zu lösen. Über diese Theorie lokaler Koeffizienten und mit zusätzlichen Methoden (wie Umkehrsätze) ging er Funktorialitätsfälle wie symmetrische Potenztransfers von GL2 und Funktorialität von klassischen Gruppen zu allgemeinen linearen Gruppen an. Shahidi verfolgte die Methode über zehn Jahre und sie war auch bei anderen Mathematikern einflussreich.
2012 wurde er Fellow der American Mathematical Society (AMS) und 2010 der American Academy of Arts and Sciences. Er war Invited Speaker auf dem Internationalen Mathematikerkongress 2002 in Peking (Automorphic L-functions and functoriality). Er gehört zum Herausgebergremium von American Journal of Mathematics.

## Schriften
- Eisenstein Series and Automorphic L-Functions, AMS Colloquium Publications 58, 2010
- Functional Equation Satisfied by Certain L-Functions, Compositio Math., Band 37, 1978, S. 171–208.
- On certain L-functions, American Journal of Mathematics, Band 103, 1981, 297–355.
- A proof of Langlands conjecture on Plancherel measures; Complementary series for p-adic groups, Annals of Mathematics, Band 132, 1990, S. 273–330
- Local coefficients as Artin L-factors for real groups, Duke Math. J., Band 52, 1985, S. 973–1007
- mit Stephen Gelbart: Boundedness of automorphic L-functions in vertical strips, Journal of the American Mathematical Society, Band 14, 2001, S. 79–107.
- mit H. H. Kim: Functorial products for GL(2) × GL(3) and the symmetric cube for GL(2), Annals of Mathematics, Band 155, 2002, S. 837–893.
- On nonvanishing of L-functions, Bull. Amer. Math. Soc. (N.S.), Band 2, 1980, S. 462–464.
- On the Ramanujan conjecture and finiteness of poles of certain L-functions, Annals of Mathematics, Band 127, 1988, S. 547–584
- The notion of norm and the representation theory of orthogonal groups, Inventiones mathematicae, Band 119, 1995, S. 1–36